# Валледория
Валледория (итал. Valledoria) — коммуна в Италии, располагается в регионе Сардиния, подчиняется административному центру Сассари.
Население составляет 3822 человека (на 2005 г.), плотность населения составляет 156,31 чел./км². Занимает площадь 24,45 км². Почтовый индекс — 7039. Телефонный код — 079.
Покровителем коммуны почитается Христос-Спаситель, празднование 21 ноября.